# Fyffe
Fyffe är en ort i DeKalb County i Alabama. Vid folkräkningen 2010 beräknades ortens folkmängd till 1 021 personer. Den har enligt United States Census Bureau en area på 11,4 km², allt är land.